# Apogon spongicolus
Apogon spongicolus es una especie de pez de la familia de los apogónidos en el orden de los perciformes.

## Morfología
Los machos pueden llegar a alcanzar los 4,1 cm de longitud total.

## Distribución geográfica
Se encuentran en el Mar Rojo.